# 다비트 리게르트
다비트 아다모비치 리게르트(러시아어: Дави́д Ада́мович Ри́герт, 독일어: Dawid Rigert, 1947년 3월 12일 ~ )는 소련의 은퇴한 역도 선수로 역사상 가장 위대한 역도 선수로 평가받는다.

## 생애
독일계 러시아인으로 현재의 카자흐스탄의 영토인 콕체타프 주의 나고르노예에서 태어났다. 1966년에 역도에 입문했고 2년 후, 소련군에서 복무하고 있는 동안 소련의 스포츠 석사 학위를 받았다. 제대 후에는 아르마비르에 이주하여 훈련했다.
1972년 하계 올림픽에서 실패한후, 리게르트는 1973년에 8개의 세계 기록을 세웠고 자신이 출전한 모든 대회에서 우승했다. 그는 1973년과 1976년 사이에 모든 세계 선수권 대회와 유럽 선수권 대회에서 우승했고, 1976년 하계 올림픽에서 금메달을 땄다.
선수 생활을 마감한후, 리게르트는 로스토프로 이주했고 나중에 타간로크로 이주했다.
그는 1999년에 국제 역도 연맹 명예의 전당 회원으로 선출되었다.